# De Proefbrouwerij
De Proefbrouwerij bvba is een Belgische bierbrouwerij gevestigd in het dorp Hijfte, Lochristi in Oost-Vlaanderen.

## Brouwerij
Deze brouwerij is de plaats waar andere brouwers nieuwe bieren laten ontwikkelen en eventueel brouwen. Daarnaast komen er ook opdrachten van personen en verenigingen die een eigen bier op de markt willen brengen. De Proefbrouwerij werd opgericht in 1996 door het echtpaar Dirk Naudts en Saskia Waerniers. In 2010 werden er jaarlijks meer dan 200 verschillende bieren gebrouwen, daarmee werd een capaciteit van plusminus 35.000 hectoliter per jaar bereikt. In 2010 werd onder andere het huisbier van het Deense restaurant Noma (viermaal uitgeroepen tot 's werelds toprestaurant) gebrouwen in Lochristi.  Elk jaar ging de capaciteit omhoog en in 2020 wordt er gebrouwen voor bierfirma's wereldwijd. In 2017 werd enkel al voor de Deense brouwfirma Mikkeller jaarlijks 32.000 hectoliter gebrouwen.

## Onderzoekslabo
De Proefbrouwerij heeft een eigen onderzoekslabo waar microbiologen sinds 2010 onderzoek doen.
Vanaf 2010 startte het project Single-Hop Technologie (IWT 110343) waarbij onderzoek gedaan wordt naar hop, een van de belangrijkste ingrediënten bij het bierbrouwen. Een van de resultaten waren de Single Hop Science-bieren.
In 2014 startte het project Gist op Proef (IWT 140874), waarbij uitgebreid onderzoek wordt gedaan naar de inzetbaarheid van verschillende gisten bij de bierproductie.

## Reinaert
De brouwerij brouwt een eigen bier Reinaert, verwijzend naar de legende van Reinaert de vos. Er zijn drie varianten:
- Reinaert Amber, een amberkleurig bier van 7,0%
- Reinaert Grand Cru, een donkerrode "gerstewijn" van 9,5%
- Reinaert Tripel, een blonde tripel van 9,0%